# 柳青河 (沂河)
柳青河，也作柳清河，位于中国山东省临沂市兰山区，地处祊河和沂河之间。原为自然排水平沟，因两岸多柳树而得名。柳青河有东西二源：主源东源出李官镇南部，西源出汪沟镇（原属费县）北双山子南麓，两源汇于枣沟头镇陶家庄东，南流至南坊街道王家岔河村东南入沂、祊河交汇处。全长34公里。柳青河是临沂市兰山区、尤其是北城新区的一条重要河道，为保障柳青河水质达标，正在建设兰山区柳青滨河湿地公园。